# Storia della Sicilia bizantina
Il dominio bizantino della Sicilia durò dal 535 fino alla conquista islamica della Sicilia.

## Prima conquista bizantina

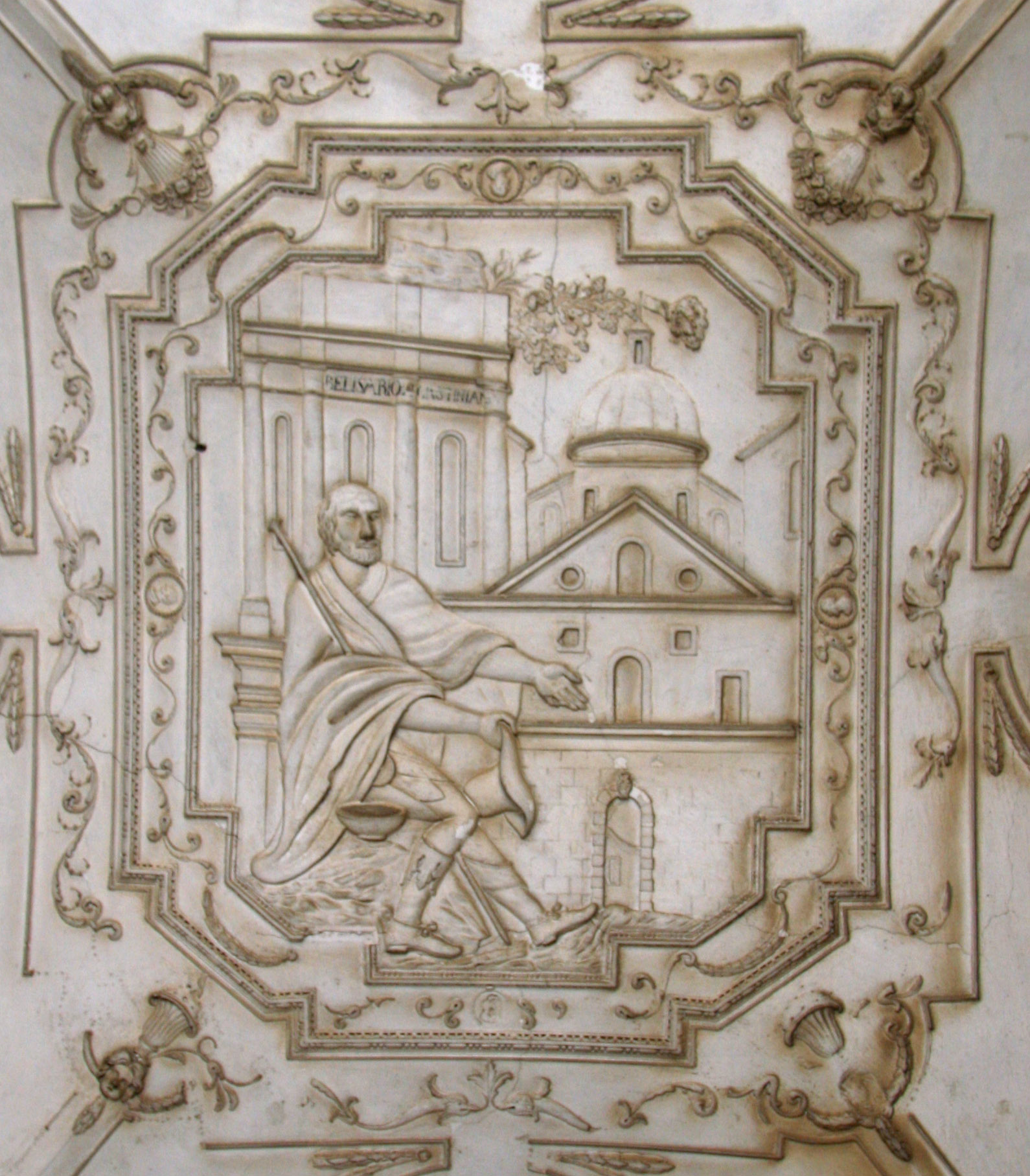
Belisario a Siracusa

La Sicilia fu conquistata dai barbari di Odoacre dopo la caduta dell'Impero romano d'Occidente. Nel 468 sotto il re Genserico, i Vandali dell'Africa conquistano la Sicilia e la Sardegna. I Vandali restituirono l'isola a Odoacre dietro compenso di un grosso tributo, ma più tardi Teodorico re degli ostrogoti, che nel 493 aveva ucciso Odoacre prendendo il suo posto nel governo dell'Italia, non mantenne l'impegno, rifiutandosi anche di restituire l'isola ai Vandali.
Nel 535, durante la guerra gotica, l'isola fu occupata da Belisario e fu annessa all'Impero bizantino. In particolare la conquista di Palermo venne raggiunta grazie a un'astuzia: le scialuppe vennero alzate con funi e carrucole fino alla cima degli alberi delle navi, e furono riempite da arcieri, che da quella posizione dominavano le mura della città. Giunto a Siracusa, Belisario distribuì trionfante medaglie d'oro alla plebe, che essendo scontenta della dominazione gota aveva accolto Belisario da liberatore. Belisario svernò a Siracusa, nel palazzo degli antichi re della città. Nell'aprile del 536 ritornò in Africa per sedare una rivolta delle legioni africane. Prima di riuscire a sconfiggere definitivamente i ribelli fu costretto tuttavia a ritornare in Sicilia per sedare un'ulteriore rivolta. Posta fine anche a questa ribellione, il generale bizantino salpò da Messina per iniziare anche la conquista della penisola italiana. La nuova provincia romano-orientale di Sicilia era governata da un pretore; le tasse venivano invece riscosse da un conte del patrimonio dell'Italia. Belisario in pochi anni conquistò quasi tutta l'Italia, e fece prigioniero il re dei Goti Vitige.

## La seconda conquista

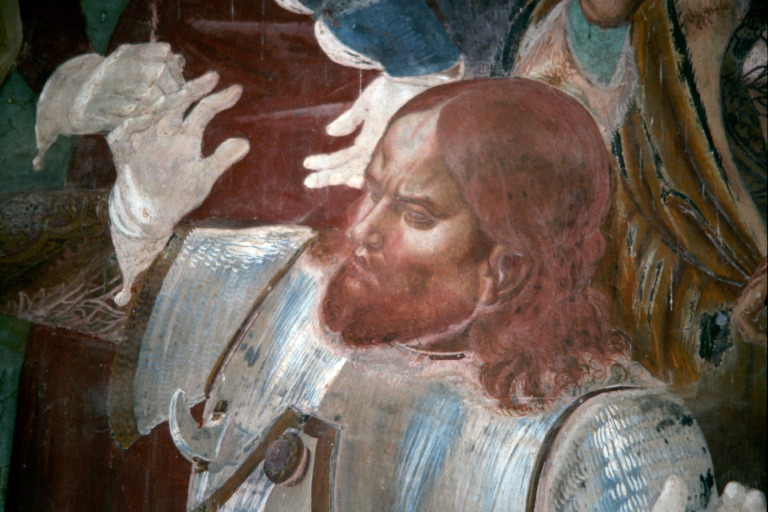
Totila

I Goti tuttavia, sotto il regno di Totila, si ripresero e, dopo aver riconquistato quasi tutta l'Italia ai Bizantini, nel 549 invasero anche la Sicilia; tra le città assediate in un primo momento da Totila, Messina oppose strenua resistenza, mentre le altre, di minore entità, vennero facilmente conquistate dal Re Goto che al suo passaggio non trovò alcuna resistenza. Per vendicarsi dei Siciliani, rei di aver «spalancato le porte a Belisario» senza opporre resistenza, Totila saccheggiò le campagne dell'isola, devastandola. Totila infine riuscì a cingere d'assedio Siracusa. Giustiniano, compresa la gravità della situazione, inviò in Sicilia il senatore Liberio, a cui diede l'incarico di riconquistarla; tuttavia, mentre Liberio era in viaggio verso la Sicilia, Giustiniano cambiò idea e scelse al posto di Liberio Artabane; Artabane così partì anch'esso alla volta della Sicilia, per togliere il comando dell'esercito a Liberio e riconquistare l'isola. Tuttavia una tempesta ritardò l'arrivo in Sicilia di Artabane, e Liberio, ignaro del suo richiamo a Costantinopoli, giunto in Sicilia, tentò senza successo di liberare dall'assedio goto la città di Siracusa. Nel frattempo Totila, dopo aver saccheggiato l'intera isola, lasciò volontariamente la Sicilia, mantenendo il possesso solo delle quattro città più importanti. Dopo la partenza di Totila, Artabane nel 550 giunse in Sicilia, informò Liberio del suo richiamo a Costantinopoli, e tolse ai Goti anche le quattro fortezze che si arresero per fame nel 551. Si completò così la riconquista bizantina della Sicilia.

## La Sicilia nel VI secolo

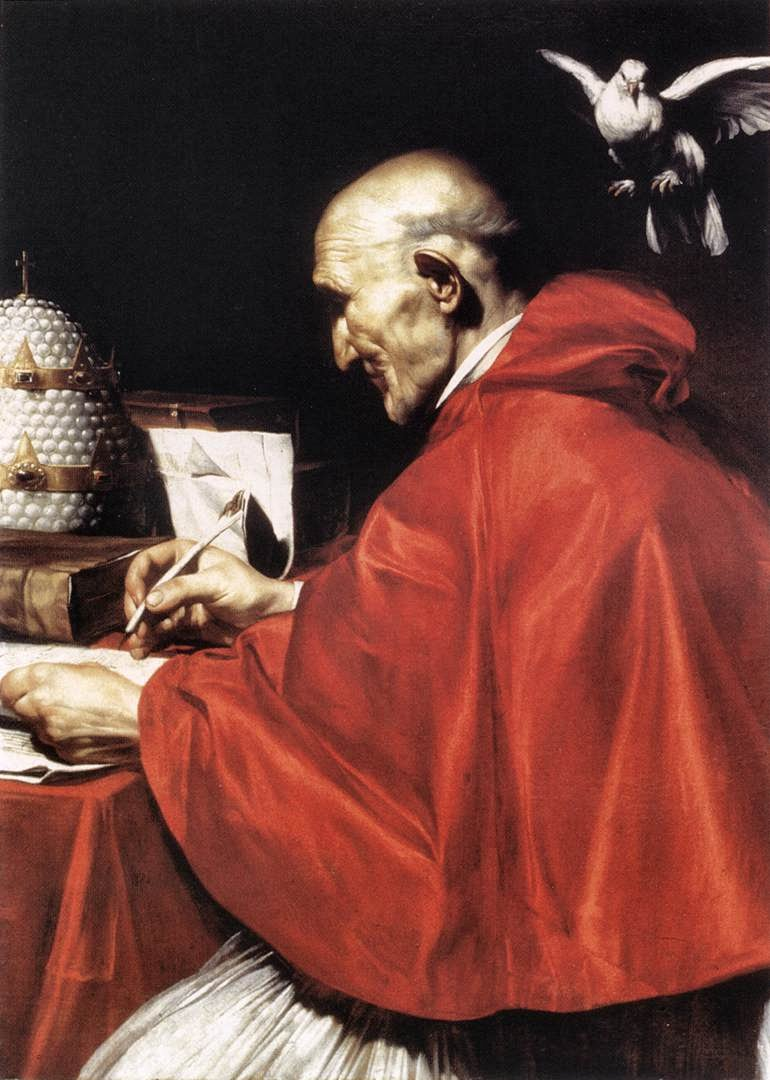
Papa Gregorio I

### Ordinamento della provincia
Nel 554 con la fine della guerra, l'Italia intera venne annessa all'Impero romano d'Oriente. La Sicilia non entrò a far parte della Prefettura del pretorio d'Italia, che nel 584 ca. con la riforma degli esarcati di Maurizio divenne un Esarcato; essa costituì una provincia indipendente dall'esarca di Ravenna. La provincia romano-orientale di Sicilia, così come stabilito dalla Novella 75 del 537, era governata da un governatore civile che dipendeva direttamente dal Quaestor Sacri Palatii, mentre l'esercito era comandato da un dux dipendente dal magister militum per Orientem; successivamente (fine VII secolo) i poteri civili e militari vennero accentrati nelle mani dello strategos, il comandante civile e militare delle province bizantine da Eraclio in poi.
Ogni municipio era retto da una curia, formata per lo più da possessores (proprietari terrieri); una delle competenze delle curie era di eleggere decurioni preposti alla riscossione delle tasse. L'amministrazione municipale si occupava inoltre anche della restaurazione e della costruzione di opere pubbliche, quali acquedotti, bagni pubblici e così via, oltre alla tutela dell'ordine pubblico, il reclutamento dell'esercito e altri incarichi. Gli oneri che gravavano sui decurioni, che tra l'altro dovevano pagare di tasca propria la realizzazione delle opere civiche, fece sì che molti di questi, per sfuggire a tali responsabilità, abbandonarono le curie entrando a far parte del Clero. Per disincentivare questo fenomeno, l'Imperatore Maurizio promulgò una legge che impediva ai funzionari pubblici di entrare a far parte del clero per sfuggire alle proprie responsabilità.
Le massime autorità civiche erano il defensor civitatis e il curator civitatis. Il defensor, istituito nel 364, aveva come funzione primaria quella di proteggere gli interessi della plebe contro le iniquità dei potenti; giudicava perciò i reati penali minori, vigilava sugli abusi della pubblica amministrazione e presiedeva la curia. Il defensor civitatis era eletto da una commissione composta dal vescovo, dal clero e dai magnati e secondo la Novella 15 il suo mandato durava due anni; il defensor, per essere eleggibile, doveva appartenere ai ceti abbienti. Il curator civitatis aveva funzioni di controllo dell'amministrazione, delle finanze e dei prezzi; era eletto dal vescovo e dai primiores.
Spesso i candidati compravano la loro elezione a defensores o curatores versando una certa somma di denaro (suffragia). Per rifarsi della spesa, spesso questi funzionari estorcevano ingiustamente alla popolazione soggetta alla loro autorità enormi somme di denaro. Rendendosene conto, Giustiniano con una legge decretò l'illegalità del versamento di suffragia per comprare cariche pubbliche. Questa legge tuttavia spesso non venne applicata: infatti le Epistole di papa Gregorio I (590-604) attestano in Sicilia e in Sardegna la presenza di funzionari corrotti che compravano le cariche pubbliche pagando i suffragia.
Nell'amministrazione cittadina il vescovo godeva di grande importanza. Facendo parte delle assemblee elettive, doveva assicurarsi della legalità delle elezioni e che venissero scelti come funzionari individui integri. Faceva parte anche di un ristretto organo di controllo che doveva controllare che i funzionari pubblici svolgessero bene il loro lavoro, per esempio usando con saggezza i fondi ricevuti per la realizzazione o nella manutenzione di opere pubbliche, o non commettessero atti illeciti. In pratica il vescovo doveva garantire il buon funzionamento dell'amministrazione civica grazie alla sua funzione di controllo.
Durante la dominazione bizantina la Sicilia dovette subire una pesante tassazione che impoverì la popolazione; papa Gregorio I in una lettera del 595 destinata all'Imperatrice Costantina scrive:
(Lettera di papa Gregorio I all'imperatrice Costantina.)
Verso la fine del secolo il Duca di Benevento Arechi progettò di invadere la Sicilia, sguarnita di truppe; il Papa e tutta l'isola si misero a pregare affinché l'invasione dei Longobardi non avvenisse. Alla fine le loro preghiere vennero esaudite.

### I terreni della Chiesa
La chiesa possedeva numerosi possedimenti in Sicilia nel Vi secolo; la prima volta in cui si fa menzione a tali possedimenti è nelle lettere dei Papi Pelagio II e Gregorio I. Questi venivano amministrati da rettori inviati dal Papa, che giuravano, davanti al corpo di San Pietro, che avrebbero fatto di tutto per alleviare le sofferenze dei poveri e dei bisognosi. In Sicilia vi erano due rettori: uno a Palermo e uno a Siracusa.

## La Sicilia nel VII secolo: Costante II

L'Italia nel 662, sotto il regno di Costante II.

Nel VII secolo l'Impero venne sconvolto dalle controversie religiose, con la diffusione del monotelismo, un'eresia. Nel 649 Costante II, nipote di Eraclio, promulgò un editto, il Typos (Tipo in italiano), con cui proibiva ogni discussione cristologica e teologica riguardante il monotelismo, in quanto avrebbe potuto favorire la diffusione dell'eresia; i vescovi siciliani, oltre al Papa e alla Chiesa Romana in generale) furono contrari al Typos e protestarono contro il decreto imperiale al Concilio convocato nel Laterano da Papa Martino I. La reazione di Costante II non si fece attendere e iniziò a perseguitare tutti quelli contrari al Tipo; incaricò l'esarca Olimpio di uccidere il Papa ma l'Esarca non riuscì a commettere tale delitto, e si ribellò al Basileus.
Nel frattempo la Sicilia era saccheggiata dai Saraceni e l'esarca Olimpio nel 652 tentò di difenderla ma venne sconfitto e morì poco dopo. Il suo successore Teodoro Calliopa arrestò il Papa e lo portò in esilio.
Nel 663 Costante II, dopo aver tentato senza successo di conquistare il Ducato di Benevento, pose la sua residenza imperiale a Siracusa, che divenne dunque capitale dell'impero; Costante II però con una serie di decisioni impopolari si rese impopolare dal popolo e venne dunque assassinato (668):
(P. Diacono, Historia Langobardorum, V, 11)
I congiurati elessero imperatore lo strategos del tema Opsiciano Mecezio; il regno di Mecezio in Sicilia non durò tuttavia molto dato che l'imperatore legittimo Costantino IV, figlio di Costante, si recò di persona in Sicilia con il suo esercito per sedare la rivolta e deporre l'usurpatore; dopo l'esecuzione di Mecezio (decapitato), la sede impediale venne spostata di nuovo a Costantinopoli.
Sempre nel VII secolo gli Arabi iniziarono a fare molte incursioni sulla Sicilia, perché gli arabi la reputavano un punto strategico, da dove si poteva controllare tutto il mar Mediterraneo. Nel 669, subito dopo la partenza di Costantino IV, gli Arabi saccheggiarono Siracusa, depredando tutto il bottino accumulato da Costante II con i suoi saccheggi (per esempio il bronzo del Pantheon). Pochi anni dopo gli Arabi tentarono di depredare di nuovo la Sicilia ma vennero sconfitti e, memori della batosta subita, lasciarono in pace la Sicilia per mezzo secolo.

## Il Thema di Sikelia
Verso la fine del VII secolo la Sicilia diventò un thema sotto il regno di Giustiniano II Rinotmeto.
Sikelia fu uno dei due themata dell'Impero Bizantino presenti in Italia, L'altro era quello di Langobardia.
La disgregazione dell'Impero bizantino e la sua debolezza si facevano pesantemente sentire in Sicilia che era ormai slacciata dall'impero centrale, alimentando un certo malcontento, in un'area che da sempre, sia politicamente che culturalmente, si sentiva più vicina ed attratta da Roma e da quello che fu l'Impero d'Occidente piuttosto che da Costantinopoli e dall'Impero bizantino.
Tra il 663 e il 668 l'imperatore d'Oriente Costante II aveva anche spostato la capitale dell'impero da Costantinopoli a Siracusa, ma anziché portare benefici alla Sicilia e all'impero, questa mossa crea delle tensioni che porteranno alla disgregazione dello stesso. Vi fu una lunga guerra tra le due città e così il thema di Sikelia si dichiara indipendente da Bisanzio; questa indipendenza durerà di fatto fino al tradimento di Eufemio di Messina che farà invadere l'isola dagli Arabi.
Tra l'803 e l'820 l'efficienza bizantina nel quadrante centrale del Mediterraneo cominciò a decrescere vistosamente, in concomitanza con il governo dell'Imperatrice Irene mentre la vicenda di Tommaso lo Slavo contribuiva ad accrescere lo stato di debolezza dell'Impero.
Infatti tutti i thema dell'impero cominciarono a gestirsi autonomamente; fu anche il caso della Sicilia con il thema Sikelia, ormai distaccato dall'impero centrale.
La «cuba» è un edificio religioso d'epoca bizantina presente in Sicilia. Si presentano a pianta quadrata con una cupola e solitamente a tre absidi (a "trifoglio") di cui uno principale orientato verso oriente, nell'esempio delle chiese ortodosse.
Il termine di «cuba» ha una origine misteriosa ed è stata oggetto di studio. Secondo alcuni il termine deriverebbe dal latino "cupa" (botte) e "cupula" (botticella) o dall'arabo "cuba" (fossa, deposito). In dialetto si citano spesso le chiesette di campagna come "cubole".
Nei pressi di Castiglione di Sicilia (CT) si trova la cuba di Santa Domenica, forse la più importante presente in Sicilia, monumento nazionale dal 1909. L'edificio ha le caratteristiche tipiche della cuba e fu costruito con pietra, blocchi lavici, malta e materiali in cotto intorno all'VIII secolo. Nella facciata si trova una trifora di dimensioni considerevoli. All'interno la cupola centrale è arricchita da volte a crociera e da minime tracce degli intonaci originali. Dopo anni di degrado la chiesa è stata oggetto di restauro negli ultimi anni.
Nella parte occidentale dell'isola, e precisamente a Castelvetrano (TP)si trova la cuba di Delia dedicata alla SS.Trinità (XIII secolo). Scoperta e valorizzata grazie al restauro dell'architetto Giuseppe Patricolo (1880) è internamente arricchita da intreccio geometrico con una serie di figure geometrico a rombi, esagoni e stelle a sei punte. A Mazara del Vallo si trova la cuba di San Nicolò Regale, simile a quella di Delia ma poco conosciuta.
Altre cube oggi si trovano nel territorio di Malvagna, di dimensioni minori e recentemente restaurata, a Dagala del Re (Santa Venerina), a Torrenova e nel siracusano.

### Primo tentativo di invasione araba
Il turmarca della flotta siculo-bizantina Eufemio di Messina, che s'era impadronito del potere in Sicilia a scapito dei vari regnanti locali con l'aiuto di vari nobili, fu messo in esilio dagli stessi siciliani che volevano rimanere liberi e senza guerriglie, egli chiese l'aiuto degli Arabi nell'828 per tutelare il suo dominio sull'isola. I Bizantini reagirono duramente sotto la guida di Fotino e Eufemio, battuto a Siracusa, scappò in Ifriqiya. Lì trovò rifugio presso l'emiro aghlabide di Qayrawān, Ziyādat Allāh I, cui chiese aiuti per realizzare uno sbarco in Sicilia.
Gli Aghlabidi erano allora squassati da un acuto contrasto che contrapponeva la componente indigena berbera, islamizzata in seguito alle prime conquiste islamiche del VII secolo e condotta da Mansūr al-Tunbūdhī, all'esercito arabo che era giunto in Ifrīqiya (all'incirca l'attuale Tunisia) all'epoca dell'istituzione dell'Emirato, per volere del califfo Hārūn al-Rashīd col primo Emiro Ibrāhīm ibn al-Aghlab.
I musulmani, che forse avevano già progettato un'invasione delle Sicilia, prepararono una flotta di 70 navi, chiamando al jihād marittimo il maggior numero di volontari, ufficialmente per assolvere a un obbligo morale ma di fatto per allontanare dall'Ifrīqiya il maggior numero possibile di sudditi facinorosi che non avevano mancato di creare gravi tensioni, tanto nelle file della componente araba quanto all'interno dei ranghi berberi, con grave nocumento per la popolazione civile.

## Conquista musulmana
L'invasione ebbe inizio il 17 giugno dell'827 con uno stuolo di arabi, berberi e molti persiani, che fu affidato al qādī di Qayrawān, Asad b. al-Furāt, grande giurisperito malikita autore della notissima Asadiyya, di origine persiana del Khorāsān. Lo sbarco avvenne nei pressi di Capo Granitola, vicino a Mazara del Vallo, usata come testa di ponte e base di attracco per le navi e prima capitale. Poi fu occupata Marsala (in arabo Marsa ‘Alī, il porto di ‘Alī o Marsa Allāh, il porto di Dio).
La spedizione che voleva con ogni probabilità conquistare solo le ricchezze dell'isola, non s'illuse di poter superare le difese di Siracusa, la capitale dell'isola, ma la sostanziale debolezza bizantina e del thema siciliano, da poco uscita da un duro conflitto contro l'usurpatore Tommaso lo Slavo, fece prospettare ad Asad la concreta possibilità che l'iniziale intento strategico potesse essere facilmente mutato in una spedizione di vera e propria conquista.
Superato in uno scontro dall'indeterminata ampiezza un non meglio identificato Balatas (Curopalates ?), messo in fuga presso Corleone, e superata quindi alla meglio nell'828 un'epidemia probabilmente di colera che portò alla morte per dissenteria lo stesso Asad, sostituito da Muhammad b. Abī l-Jawarī per volere degli stessi soldati (Amari, 1933, I:407), i musulmani ottennero rinforzi nell'830, in parte dall'Ifrīqiya (allora impegnata a respingere l'attacco del duca di Lucca, Bonifacio II) e in maggior parte da al-Andalus, mentre in Sicilia giunse un gruppo di mercenari al comando del berbero Asbagh ibn Wakīl, detto Farghalūs.
Fu così possibile ai musulmani - che già avevano preso Girgenti (oggi Agrigento, rimasta sempre a stragrande maggioranza berbera) - espugnare nell'agosto-settembre dell'831 Palermo, eletta capitale della Sicilia islamica ( Siqilliyya ), quindi Messina, Modica (845) e Ragusa, mentre Castrogiovanni (oggi Enna) fu presa solo nell'859. Resisteva Siracusa e la Sicilia orientale, sede dello strategos da cui dipendevano tanto il drungariato di Malta quanto le arcontie (ducati) di Calabria, di Otranto e di Napoli.
Fu necessario più d'un decennio per piegare la resistenza degli abitanti del solo Val di Mazara e ancor più per impadronirsi tra l'841 e l'859 del Val di Noto e del Val Dèmone.

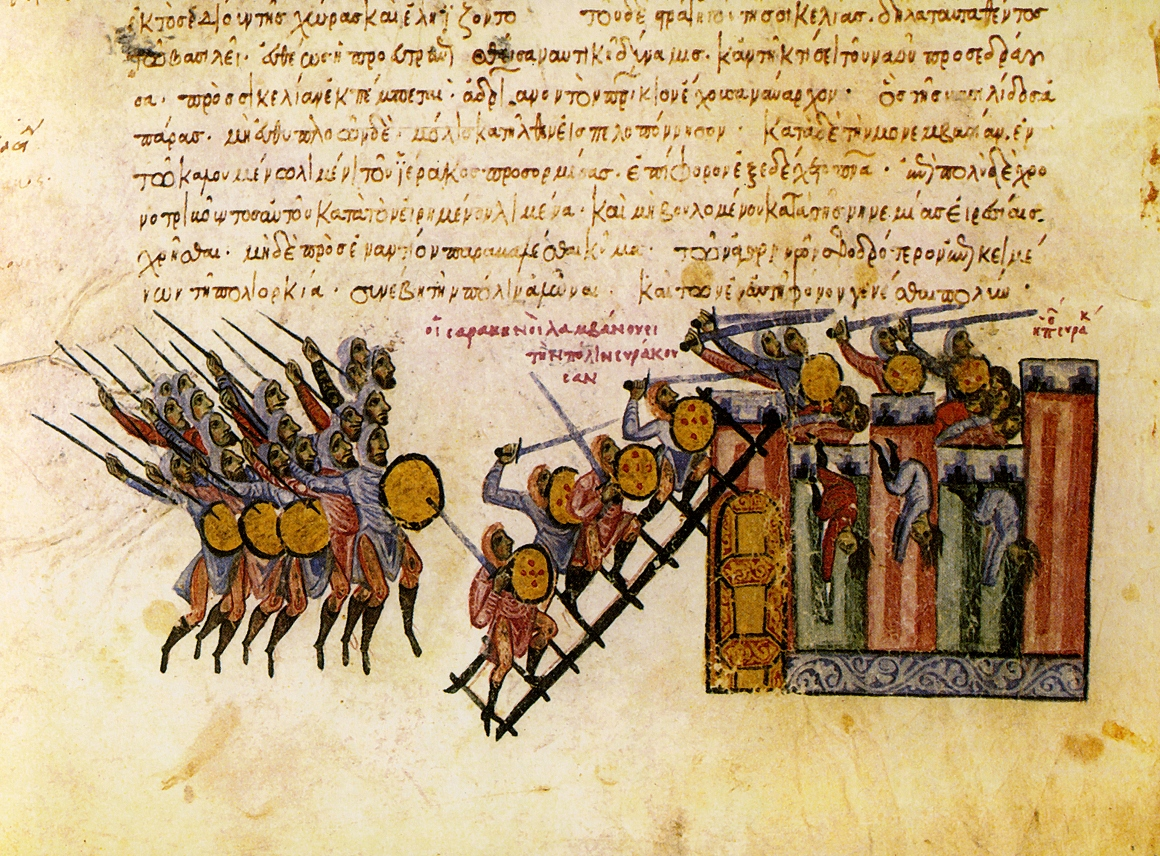
La caduta di Siracusa in mano araba, dal Madrid Skylitzes

Toccò al generale Giafar Ibn Muhammed occupare Catania nell'877, e poi Siracusa, superato il blocco impostole nell'872-873 da Khafāja b. Sufyān b. Sawādan, che cadde il 21 maggio 878, a oltre mezzo secolo dal primo sbarco, al termine d'un implacabile assedio che si concluse col massacro di 5 000 abitanti e con la schiavitù dei sopravvissuti, riscattati solo molti anni più tardi.
Basilio I decise allora di mandare una flotta di 140 navi comandata dal generale Nasar per contenere l'espansionismo degli Arabi, che avevano ormai sottomesso i 3/4 dell'isola. La flotta ottenne un'inaspettata vittoria navale sugli Arabi nell'880 presso Milazzo, ma questa vittoria non riuscì a risollevare la situazione.
L'ultima roccaforte importante della resistenza siciliana a cedere fu Tauromenium (Taormina) il 1º agosto del 902 sotto gli attacchi dell'emiro Ibrāhīm b. Ahmad.
L'ultimo lembo di terra siciliana a resistere ai musulmani fu Rometta che capitolò solo nel 963.
Ibrāhīm II, dismessi i panni da Emiro aghlabide per il veto opposto alla sua nomina dal califfo abbaside di Baghdad, nella sua volontà di prosecuzione del jihād, tentò di risalire l'Italia per poi giungere, si disse con grande fantasia, fino a Costantinopoli. Passò pertanto lo Stretto e percorse in direzione nord la Calabria. Non trovò particolare resistenza ma la sua marcia si arrestò nei dintorni di Cosenza che forse fu la prima città a opporre una certa resistenza all'invasione. Tuttavia l'arresto avvenne probabilmente più per il disordine con cui le operazioni militari furono svolte e per la carenza di conduzione militare e di concreti risultati. Inoltre Ibrāhīm, colto da dissenteria, spirò in breve tempo e le sue truppe, al limite dello sbando, si ritirarono. Così si concluse la velleitaria conquista della "Terra grande" (al-arḍ al-kabīra).

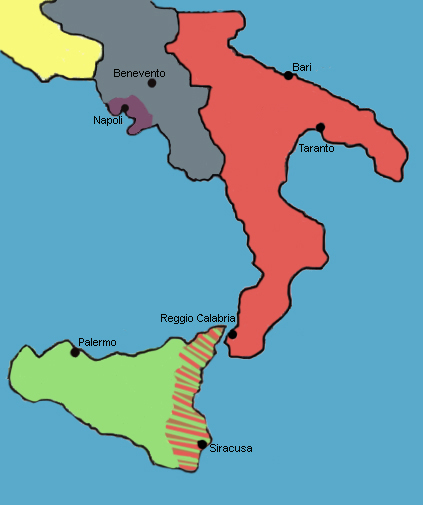
Le conquiste di Giorgio Maniace in Sicilia, tratteggiate in rosso.

## Tentativo di riconquista bizantina
Si sa che Basilio II Bulgaroctono nel 1025 aveva progettato la riconquista della Sicilia. Ma non poté iniziarla perché morì nello stesso anno. Il piano di Basilio fu dimenticato per alcuni anni, ma poi l'imperatore Michele IV il Paflagone, ritrovando le carte del progetto di Basilio, e appena le vide ne fu entusiasta, e volle iniziare subito questa campagna di riconquista.
Durante il XI secolo nella Sicilia musulmana si ebbe una profonda crisi politica che oppose l'imam fatimida ai governatori Kalbidi, che alla fine vennero vinti e furono allontanati.
Dello scontro approfittarono i bizantini che richiamati dai Kalbiti nel 1038 intrapresero un effimero tentativo di riconquista dell'isola, la cui preparazione venne affidata al grande generale Giorgio Maniace.
Alla testa della spedizione bizantina vi era Stefano, fratello dell'imperatore Michele IV il Paflagone, mentre il comando militare delle truppe era affidato al generale Maniace. Le truppe erano formate inoltre da numerosi esuli longobardi comandati da Arduino e da una compagnia di normanni/vichinghi comandati da Guglielmo Braccio di Ferro e da Harald Hardrada (futuro re di Norvegia, celeberrimo nel mondo anglo-sassone). Molti di questi erano inquadrati nella cosiddetta Guardia variaga.

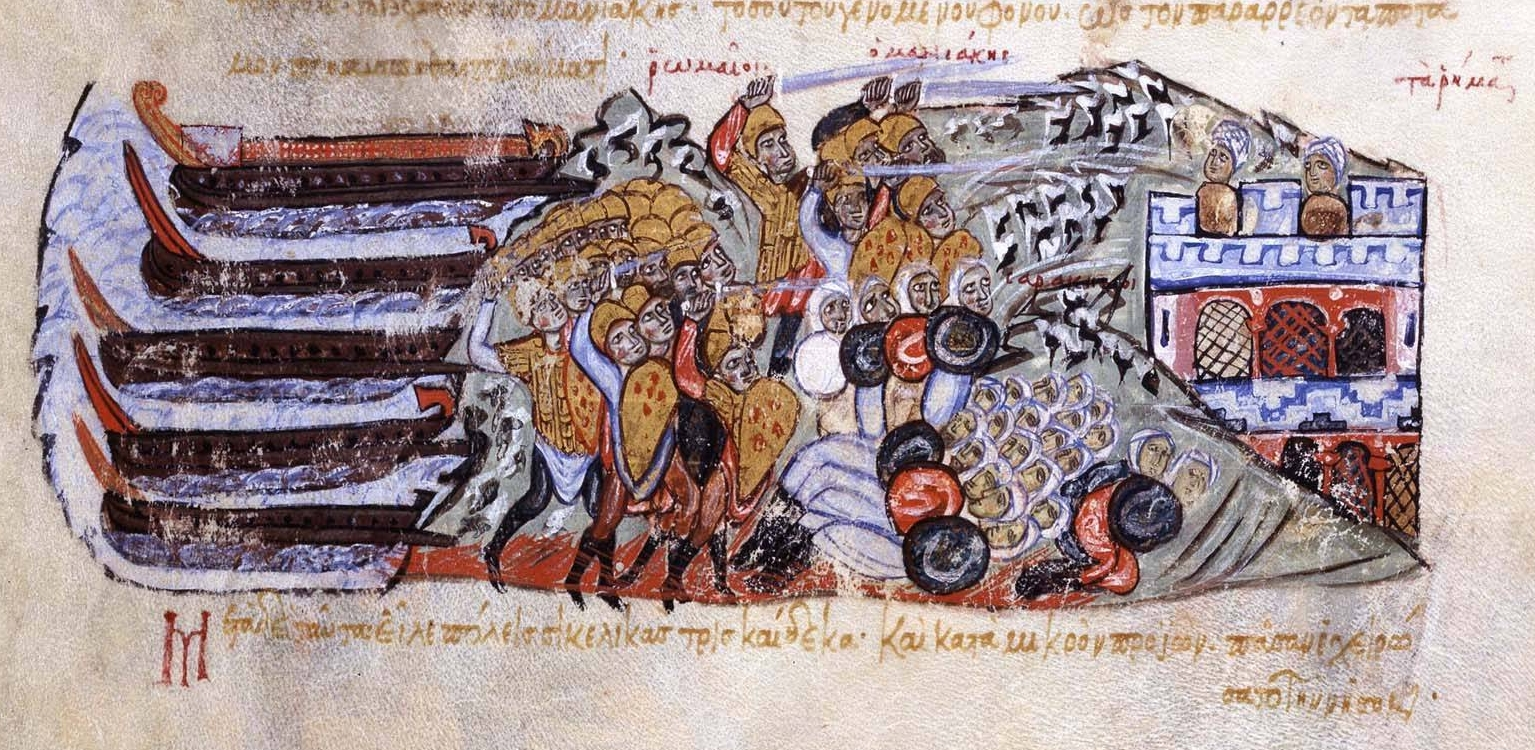
Immagine rappresentante l'esercito bizantino che sbarca in Sicilia comandato da Giorgio Maniace.

La spedizione conquistò prima Messina e quindi si diresse verso l'antica capitale dell'isola, Siracusa, dove Guglielmo si guadagnò il soprannome di Braccio di Ferro per aver ucciso con una sola mano l'emiro di Siracusa. Maniace fu l'unico condottiero che riuscì nel 1040, prima dei Normanni e seppur temporaneamente (sino probabilmente al 1043), a liberare la città aretusea dai musulmani. A testimonianza di quella impresa mandò le reliquie di Santa Lucia a Costantinopoli. Anche il trafugamento delle reliquie di sant'Agata durante l'XI secolo avvenne probabilmente per mano della stessa spedizione.
Una leggenda vuole che fosse stato lo stesso generale bizantino a trafugare le reliquie della santa di Catania e che, una volta partito, fosse stato costretto a ritornare a causa di una furiosa tempesta ed a custodire la salma in una casetta, in attesa che si placasse il maltempo.
Nel 1040 tra Randazzo e Troina sconfisse le truppe musulmane di Abdallah. Nei pressi del luogo della battaglia, venne fondato il monastero di Santa Maria di Maniace. L'antico cenobio si trova oggi vicino al paese di Maniace in provincia di Catania, anch'esso battezzato così in un secondo tempo in onore del generale bizantino. Abdallah, pur sconfitto, riuscì a mettersi in salvo, per fortuna o forse per un errore di strategia di Stefano che si rifiutò d'affrontarlo.
Maniace però fu richiamato a Costantinopoli e imprigionato.
Una serie di eventi funesti, dissidi ed una rivolta di Arduino - legata a contrasti riguardanti la ricompensa - che sconfisse e uccise Stefano, metteranno in crisi in poco tempo la spedizione posta al comando di Basilio, che dovrà abbandonare la Sicilia, rioccupata dagli arabi esclusa Messina, e ritirarsi sino in Puglia. Nel 1042 intanto Giorgio Maniace fu liberato dalla nuova imperatrice Zoe e alla testa dell'esercito lo stesso Maniace represse la rivolta in Italia Meridionale, costituita da normanni e longobardi, ma senza arrivare in Sicilia.